# Temlényi Remig Miklós
Temlényi Remig Miklós (Lehomér, 1724. augusztus 24. – Debrecen, 1786. december 7.) piarista áldozópap és rendfőnöki segédigazgató.

## Élete
Temlényi Gergely és Halászi Borbála jómódú polgári szülők fia. A filozófiai tanfolyam befejezése után 1744. október 14-én lépett a rendbe Privigyén és mint másodéves novicius tanított is, 1746. október 11-én letevén az egyszerű fogadalmat, az alsóbb iskolákban tanított Szentgyörgyön, 1746-48-ban Rózsahegyen, 1748-50-ben Kisszebenben; 1752-től 1755-ig a teológiai tanulmányokat hallgatta Nyitrán; 1753. február 24-én miséspappá szentelték Radosnyán. 1755-56-ban ugyanitt végezte a poetikai osztályt. 
1757-ben Pestre helyezték, ahol három évig a költészet és szónoklat tanára, egyig hitszónok és 1762-63-ban a gimnáziumban a filozófia tanára volt. Ezután a gróf Sauer családnál nevelő volt Selmecen s Sauer Kajetánt, aki akkor került haza Rómából az Apollinári intézetből, a teológiára és egyházjogra tanította. 1764-tól 1786-ig Debrecenben működött mint a rendház főnöke s helyettes plébános, 1764-től 1775-ig egyúttal az itt levő teológiai intézet igazgatója és tanára; 1776-tól a gimnázium igazgatója is volt. 1782-ben a váci rendi káptalan provinciális asszisztensnek választotta.

## Művei
- Ad comitem Josephum Károlyi de Nagy-Károly, genialem nominis sui diem recolentem. Hely n. (1770)
- Ode R. T. R. D. ad exc. com. Josephum Károlyi valetudini restitutum mense Februario, Anno 1777. Hely n.
- Illustrissimo Dno comiti Josepho Károlyi, cum diem divi Josephi tutelaris sui celebraret. Anno 1780. Hely n.

Kéziratban maradtak költeményei, melyekben Horatiust utánozta.